# Манжерокские пороги
Манжерокский порог (или Манжерокские шумы, Манжерокские ворота) — порог в нижнем течении Катуни между селом Манжерок (правый берег, Республика Алтай) и ОЭЗ «Бирюзовая Катунь» (левый берег, Алтайский край). Здесь воды реки с шумом проходят между пятью большими камнями, образуя около левого берега опасные водовороты. Наибольшее впечатление порог производит в большую воду.

## ОписаниеВ. В. Сапожникова
Против Талды Катунь довольно широка и покорна, но зато в трех верстах ниже деревни она образует опасный и бурный порог, известный под названием Манжерокских ворот. Поперёк реки брошены пять гигантских камней, из них три несколько впереди. Спруженная вода прорывается несколькими гремящими потоками; самые большие два: один у левого берега, другой у правого. Ближайший к нам левый поток пролетает стремительной волной между передним камнем и скалистым берегом, но сейчас же натыкается на второй камень, лежащий против перехода, и образует вторую встречную волну с пенистым гребнем. Вода, отхлынув к береговым скалам, крутясь здесь пенистыми воронками, стремительно выливается боковым проходом между берегом и вторым камнем. Грохот и плеск воды не умолкает ни на секунду. Противоположный правый поток, кажется, несколько тише, и им пользуются для сплава небольших плотов. По словам очевидцев, плот, стремительно проходя ворота, настолько заливается водой, что сплавщики погружаются в неё по пояс и ещё глубже. И нужно много умения и ловкости, чтобы не быть смытым волной или не разбить плот о скалы. Здесь выработались свои специалисты-сплавщики, которые проводят плоты только через это опасное место, рискуя погибнуть при малейшей оплошности.